# Pelverata
Pelverata är en ort i Australien. Den ligger i kommunen Huon Valley och delstaten Tasmanien, i den sydöstra delen av landet, omkring 25 kilometer sydväst om delstatshuvudstaden Hobart. Antalet invånare är 296.
Närmaste större samhälle är Kingston, omkring 17 kilometer nordost om Pelverata. 
I omgivningarna runt Pelverata växer i huvudsak städsegrön lövskog. Runt Pelverata är det mycket glesbefolkat, med 2 invånare per kvadratkilometer. Genomsnittlig årsnederbörd är 920 millimeter. Den regnigaste månaden är juli, med i genomsnitt 114 mm nederbörd, och den torraste är februari, med 49 mm nederbörd.